# Milán Füst

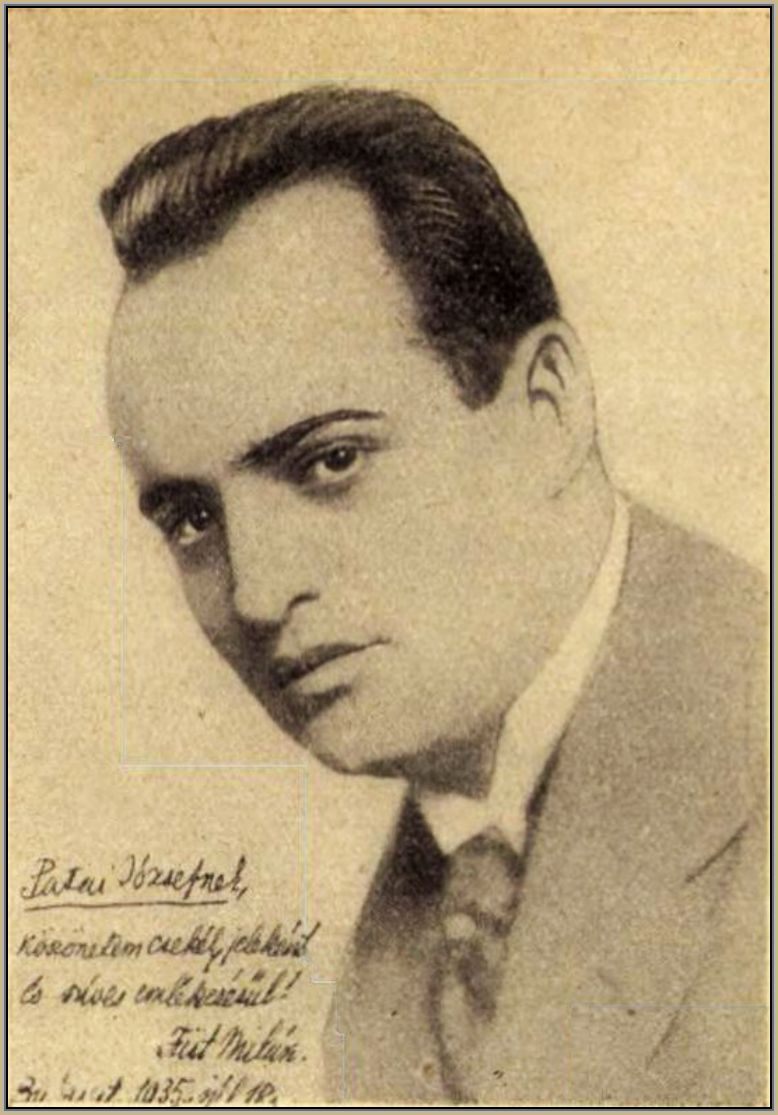
Füst Milán

Milán Füst (ur. 17 lipca 1888 w Budapeszcie, zm. 26 lipca 1967 tamże) – węgierski pisarz, poeta i estetyk.
Debiutował jako poeta w piśmie „Nyugat”, którego był współpracownikiem. We wczesnych wierszach (tom Változtatnod nem lehet ‘nie możesz zmienić’ 1914) zrywał z tradycyjną poetyką, sięgając do stylu secesyjnej groteski. W latach 20. w jego twórczości doszedł do głosu pierwiastek tragizmu. W późniejszych utworach poetyckich (odach, elegiach, chorałach) łączących elementy klasycznej formy z wierszem białym i rytmami wewnętrznymi, Füst dawał wyraz przeżyciom bólu, lęku i samotności, dociekał sensu istnienia, próbując często ucieczki w świat fantazji (m.in. tom Szellemek utcája ‘ulica duchów’ 1948). Pisał także dramaty, których bohaterowie wyrażali jego stan duchowy (Catullus 1928, Negyedik Henrik király ‘król Henryk IV’ 1931). Po roku 1940 tworzył głównie prozę, pozostawił m.in. powieść psychologiczną A feleségem története (‘Historia mojej żony’ 1942), która była doskonałym studium zazdrości. Swoje poglądy estetyczne zawarł m.in. w tomie pism eseistyczno-krytycznych Látomás és indulat a művészetben ('Wizja i namiętność w sztuce’ 1948).